# ソリルブロバクター目
ソリルブロバクター目（Solirubrobacterales）は、真正細菌の放線菌門サーモレオフィラム綱の目の一つである。

## 特徴
グラム陽性、中温性で時に耐低温性であり、細胞壁のペプチドグリカンの3位のジアミノ酸としてmeso-ジアミノピメリン酸を含む。
16S rRNA遺伝子配列におけるシグネチャーヌクレオチドとしてG–C(63 : 104)、G–C(70 : 98)、C–G(370 : 391)、U–A(580 : 776)、U–A(657 : 749)、A–U(670 : 736)、U–A(681 : 709)、A–U(941 : 1342)、G–C(953 : 1228)、G–C(954 : 1226)、G–C(1051 : 1207)、U–A(1118 : 1155)、A–U(1311 : 1326)が挙げられている。

## 歴史
タイプ属のソリルブロバクター属及びタイプ種のソリルブロバクター・パウリ(Solirubrobacter pauli)は、米国ジョージア州の農業用土壌のアカミミズ（Lumbricus rubellus）の巣穴から単離されたことが2003年に報告され、放線菌門ルブロバクター亜綱(Rubrobacteridae)の新属及び新種として提案された。2003年にソリルブロバクター属はコネキシバクター属(Conexibacter)とともにソリルブロバクター目内で深く関連し、他の属とは別のグループを形成することが明らかとなった。また、これとは別にサーモレオフィラム属(Thermoleophilum)も目内で分岐していることも分かった。この結果を受けて2004年にStackebrandtはルブロバクター目内をコネキシバクター科(Conexibacteraceae)、ソリルブロバクター科(Solirubrobacteraceae)、サーモレオフィラム科(Thermoleophilaceae)の3つに分けることを提案した（2006年にパツリバクター科(Patulibacteraceae)も追加された）。
2009年にルブロバクター目(Rubrobacterales)からサーモレオフィラム科及びソリルブロバクター科が分離される形でサーモレオフィラム目(Thermoleophilales)及びソリルブロバクター目は新設された。このとき、ソリルブロバクター目にはソリルブロバクター科、コネキシバクター科、パツリバクター科が割り当てられた。
2012年にルブロバクター亜綱の分析に基づきルブロバクター綱とサーモレオフィラム綱が新設された。このとき、サーモレオフィラム綱にサーモレオフィラム目とソリルブロバクター目が割り当てられた。